# Mehmet Dinçer
Mehmet Dinçer (né le 20 février 1933 à Istanbul en Turquie et mort à une date inconnue) est un joueur de football turc, qui jouait au milieu de terrain.

## Biographie

### Joueur de club
On sait peu de choses sur sa carrière de footballeur en club, sauf qu'il a joué pour le club d'Istanbul du Fenerbahçe SK.

### Joueur en sélection
Il a également participé à la coupe du monde 1954 en Suisse avec sa sélection de l'équipe de Turquie, appelé par le sélectionneur italien Sandro Puppo.